# Yushui, Guizhou
Yushui (kinesiska: 本寨, 本寨水族乡) är en köping i Kina. Den ligger i provinsen Guizhou, i den sydvästra delen av landet, omkring 160 kilometer sydost om provinshuvudstaden Guiyang. Antalet invånare är 18032. Befolkningen består av 8 767 kvinnor och 9 265 män. Barn under 15 år utgör 27,0 %, vuxna 15-64 år 61 %, och äldre över 65 år 10,0 %.
Yushui köping bildades 2013 genom en ombildning av Benzhai etniska minoritetssocken för shui-folket (Benzhai Shuizu Xiang, 本寨水族乡).